# Marin Karmitz
Pour les articles homonymes, voir Karmitz.
Marin Karmitz (API : ma.ri.n), né le 7 octobre 1938 à Bucarest en Roumanie, est un exploitant, distributeur, producteur et réalisateur français, fondateur de la société MK2, spécialisée dans le cinéma indépendant.

## Biographie
Marin Karmitz est issu d'une famille juive de Roumanie arrivée en France en 1948. Son père Solly est un industriel roumain et sa mère Diane une intellectuelle. La famille s'installe à Nice où il apprend le français, alors qu'il a neuf ans,.
À Paris, il passe son bac et entre à l'IDHEC en 1957, dans la section "prise de vues", et devient chef opérateur. Il débute comme stagiaire de la réalisatrice Yannick Bellon et devient le plus jeune premier assistant réalisateur de France en 1959 en travaillant sur Merci Natercia, un film sur commande de Pierre Kast. Son travail est ensuite remarqué sur Les Honneurs de la guerre de Jean Dewever en 1960 et lui permet de décrocher un poste d'assistant sur le film d'Agnès Varda, Cléo de 5 à 7. Sur le tournage du film, il croise Jean-Luc Godard, qui lui confie le poste d'assistant sur le segment La Paresse du film Les Sept Péchés capitaux en 1962.
Il réalise en 1964 son premier court-métrage de fiction, Nuit noire, Calcutta, d'après un scénario de Marguerite Duras, puis adapte la pièce de théâtre Comédie avec Samuel Beckett en 1965, qui fait scandale au festival de Venise en 1966. Karmitz crée sa maison de production mk2 productions en 1967, d'abord exclusivement consacrée aux courts métrages.
Pendant la guerre d'Algérie, il milite à l'Union de la Jeunesse Républicaine de France (UJRF) et contre cette guerre.
Après Mai 68, il est membre du mouvement maoïste la Gauche prolétarienne et proche du chef de son groupe armé, Olivier Rolin, qu'il salue dans ses mémoires comme ayant évité à la France un épisode terroriste, en situant l'autodissolution de la Gauche prolétarienne en juin 1973 alors qu'elle a eu lieu le 1er novembre, quatre mois après, l'infiltration des policiers la rendant inévitable.
Au cours de cette période, il réalise des films militants : Sept jours ailleurs (1969), Camarades (1970) et Coup pour coup, sorti dans 4 salles parisiennes le 23 février 1972, deux jours après la mort de Pierre Overney, militant de son parti, dans une manifestation que Marin Karmitz devait couvrir, mais il est retenu par la sortie du film. qui raconte une séquestration de patron dans une usine textile à Elbeuf-sur-Seine, en Seine-Maritime, appelant à la révolte contre toutes les formes de pouvoir y compris les syndicats, cinéaste exerçant sa férocité « à plein contre les syndicalistes ». La fin du film évoque « la possibilité future de la violence ». Un jeune de la ville, Roger Knobelspiess y bascule la même année. Il a pour coscénariste Évelyne July et s'inspire d'une grève qui a en fait eu lieu à Troyes, dans la bonneterie, où il est projeté un an après par un comité d'organisation incluant la CFDT et la FEN. Dans d'autres villes, les débats suivant la projection sont secoués par les critiques de syndiqués CGT, brocardés dans le film. La promotion profite en mai 1972 d'une évocation dans une interview télévisée de Jean-Luc Godard, lors de la sortie de son propre film, Tout va bien, avec Jane Fonda et Yves Montand, et du relais des enseignants en lycée.

### MK2
Ses productions rencontrant des problèmes de diffusion, il décide en 1974 de devenir lui-même distributeur, en créant mk2 diffusion, et exploitant, en ouvrant sa première salle place de la Bastille (le 14-Juillet Bastille, futur mk2 Bastille), inaugurée le 1er mai 1974. Ses activités de production, distribution et exploitation sont unifiées sous le nom MK2 en 1998.
Marin Karmitz a produit et coproduit plus de quatre-vingt films, en a distribué plus de trois cents et a créé un circuit de dix complexes cinématographiques à Paris, le troisième de la capitale en termes d’importance avec un total de soixante-cinq écrans, de cinq millions de spectateurs annuels et 17 % de part de marché Paris intramuros, dont les derniers en date sont en 2003 le MK2 Bibliothèque (20 salles) dans le 13e arrondissement de Paris et en 2005 le MK2 Quai de Loire (6 salles), face au MK2 Quai de Seine dans le 19e arrondissement[pas clair].
MK2 figure aujourd’hui parmi les quatre principaux groupes cinématographiques français et est présent dans les différents secteurs de l'audiovisuel avec un catalogue de droits de plus de 500 titres (dont Charlie Chaplin, François Truffaut, Krzysztof Kieślowski, Claude Chabrol, Abbas Kiarostami, Gus Van Sant…), une production cinéma et télévisuelle, et une filiale d’édition vidéo avec plus de 400 titres édités à ce jour.
En octobre 2005, Marin Karmitz confie la direction générale du groupe MK2 à son fils Nathanaël.
Après une plainte déposée et quatre ans de procédure, Marin Karmitz fait condamner le producteur François Margolin pour « faux et usage de faux ». Ce dernier avait falsifié des documents et imité la signature de Karmitz afin d'obtenir plus de 200 000 euros. Il a été condamné à deux mois de prison avec sursis.
Après l'échec commercial de quatre films en 2012, Marin Karmitz annonce en février 2014 vouloir cesser la production de films. Il avance que le cinéma français a baissé de qualité et « est de plus en plus replié sur lui-même sur des problématiques de petits bourgeois. »

### Autres fonctions
Président du groupe Création culturelle, compétitivité, cohésion sociale du XIe Plan en 1992, membre de la Commission pour la nouvelle télévision publique (atelier « modèle culturel et de création ») en 2008, il est nommé délégué général du Conseil de la création artistique, créé le 13 janvier 2009 par Nicolas Sarkozy et comprenant différentes personnalités du monde de la culture.
Depuis sa création en 2004, il est vice-président de la Chambre philharmonique, orchestre sur instruments d'époque créé et dirigé par Emmanuel Krivine.
En 2017, il dévoile un ensemble important de sa collection, soit près de 400 œuvres (dont de nombreuses photographies), lors de l'exposition "Étranger résident, la collection Marin Karmitz" à la Maison rouge.
En 2018, Marin Karmitz est nommé Président de l'association de l'Institut pour la photographie des Hauts de France.

### Vie privée
Il est marié à la psychanalyste française Caroline Eliacheff.
Selon le magazine économique Challenges, Marin Karmitz occupait en 2009 la 491e place des plus grandes fortunes françaises, évaluant sa fortune à 40 millions d'euros.

## Distinctions

### Décorations
- Chevalier de la Légion d'honneur (1985)[25]
- Officier de la Légion d'honneur (1999)[25]
- Commandeur de la Légion d'honneur (2016)[26]
- Grand officier de la Légion d'honneur (2025)[27]
- Commandeur de l'ordre des Arts et des Lettres

### Prix
- Palme d'or d'honneur pour l'ensemble de sa carrière au 71e Festival de Cannes (2018)[28]

## Filmographie

### Assistant réalisateur
- 1959 : Merci Natercia de Pierre Kast
- 1959 : Le Second Souffle de Yannick Bellon
- 1960 : Une question d'assurance, court métrage de Pierre Kast
- 1960 : Les Honneurs de la guerre de Jean Dewever
- 1962 : Cléo de 5 à 7 d'Agnès Varda
- 1962 : segment La Paresse, réalisé par Jean-Luc Godard pour le film Les Sept Péchés Capitaux
- 1963 : Aurélia, court métrage d'Anne Dastrée.

### Réalisateur

#### Courts métrages
- 1963 : Les Idoles
- 1964 : Nuit noire, Calcutta
- 1966 : Comédie, d’après Samuel Beckett

#### Longs métrages
- 1968 : Sept Jours ailleurs
- 1970 : Camarades
- 1972 : Coup pour coup

### Producteur ou coproducteur
Liste basée sur la rétrospective des 40 ans de MK2.
Années 1960
- 1965 : Adolescence de Vladimir Forgency

Années 1970
- 1974 : Voyage en Grande Tartarie de Jean-Charles Tacchella
- 1975 : Viva Portugal de Gerhard Schirmbeck et Serge July
- 1977 : Padre padrone de Paolo et Vittorio Taviani (Palme d'or au Festival de Cannes)
- 1978 : L'Amour violé de Yannick Bellon
- 1979 : Simone de Beauvoir de Josée Dayan et Malika Ribowska

Années 1980
- 1980 : Le Saut dans le vide (Salto nel vuoto) de Marco Bellocchio (Prix d'interprétations féminine pour Anouk Aimée et masculine pour Michel Piccoli au Festival de Cannes)
- 1981 : Sauve qui peut (la vie) de Jean-Luc Godard (César du meilleur second rôle féminin pour Nathalie Baye)
- 1981 : L'Ombre rouge de Jean-Louis Comolli
- 1981 : Regards et Sourires (Looks and Smiles) de Ken Loach
- 1982 : La Nuit de San Lorenzo (La notte di San Lorenzo) de Paolo et Vittorio Taviani (Grand prix du jury au Festival de Cannes)
- 1982 : Travail au Noir (Moonlighting) de Jerzy Skolimowski (Prix du scénario au Festival de Cannes)
- 1982 : Mourir à trente ans de Romain Goupil (Caméra d'or au Festival de Cannes)
- 1983 : Le Mur (Duvar) de Yilmaz Güney
- 1983 : Autour du Mur de Patrick Boissier
- 1984 : Le Bon Plaisir de Francis Girod
- 1985 : Kaos de Paolo et Vittorio Taviani
- 1985 : No Man's Land d'Alain Tanner
- 1985 : Poulet au vinaigre de Claude Chabrol
- 1985 : La Tentation d'Isabelle de Jacques Doillon
- 1986 : Opéra de Malandro (Ópera do Malandro) de Ruy Guerra
- 1986 : Mélo d'Alain Resnais (César 1987 de la meilleure actrice Sabine Azéma, du meilleur second rôle masculin Pierre Arditi)
- 1986 : Inspecteur Lavardin de Claude Chabrol
- 1986 : L'Apiculteur (Ο Μελισσοκόμος) de Théo Angelopoulos
- 1987 : La storia de Luigi Comencini
- 1987 : Fatherland de Ken Loach
- 1987 : Good Morning Babilonia de Paolo et Vittorio Taviani
- 1987 : Masques de Claude Chabrol
- 1987 : La Vallée fantôme d'Alain Tanner
- 1987 : Au revoir les enfants de Louis Malle (César 1988 du meilleur film, meilleur réalisateur, meilleur scénario original, meilleure photo, meilleur montage, meilleur son, meilleur décors)
- 1988 : La vie est un long fleuve tranquille d'Etienne Chatiliez (César 1989 de la meilleure œuvre de fiction, du meilleur scénario original, du meilleur second rôle féminin Hélène Vincent et du meilleur espoir féminin Catherine Jacob)
- 1988 : Chocolat de Claire Denis
- 1988 : Une affaire de femmes de Claude Chabrol (Prix d'interprétation féminine à la Mostra de Venise pour Isabelle Huppert)
- 1989 : I Want to Go Home d'Alain Resnais.

Années 1990
- 1990 : Taxi Blues (Такси-блюз) de Pavel Lounguine (Prix de la mise en scène au Festival de Cannes)
- 1991 : Madame Bovary de Claude Chabrol
- 1991 : L'Amour en deux de Jean-Claude Gallotta
- 1992 : Betty de Claude Chabrol
- 1992 : Riens du tout de Cédric Klapisch
- 1992 : Le Chêne (Balanţa) de Lucian Pintilie
- 1992 : Hyènes (Ramatou) de Djibril Diop Mambety
- 1993 : Mazeppa de Bartabas
- 1993 : Trois couleurs : Bleu (Trzy kolory. Niebieski) de Krzysztof Kieślowski (Lion d'or et prix d'interprétation féminine Juliette Binoche à la Mostra de Venise, César 1994 de la meilleure actrice Juliette Binoche, du meilleur son, du meilleur montage)
- 1994 : Trois couleurs : Blanc (Trzy kolory. Biały) de Krzystof Kieslowski (Ours d'Argent et prix spécial du jury à la Berlinale)
- 1994 : Trois couleurs : Rouge (Trzy kolory. Czerwony) de Krzystof Kieslowski
- 1994 : L'Enfer de Claude Chabrol
- 1994 : Un été inoubliable (O vară de neuitat) de Lucian Pintilie
- 1995 : En mai, fais ce qu'il te plaît de Pierre Grange
- 1995 : La Cérémonie de Claude Chabrol (Prix d'interprétation féminine à la Mostra de Venise pour Isabelle Huppert & Sandrine Bonnaire, César 1996 de la meilleure actrice pour Isabelle Huppert)
- 1996 : Chamane de Bartabas
- 1996 : Trop tard (Prea târziu) de Lucian Pintilie
- 1996 : Gabbeh (گبه) de Mohsen Makhmalbaf
- 1997 : Un instant d'innocence (نون و گلدون) de Mohsen Makhamalbaf
- 1997 : Les Médiateurs du Pacifique de Charles Belmont
- 1997 : Carmin profond (Profundo carmesí) d'Arturo Ripstein
- 1997 : Rien ne va plus de Claude Chabrol
- 1998 : Claire Dolan de Lodge Kerrigan
- 1998 : Terminus Paradis de Lucian Pintilie (Grand prix spécial du jury à la Mostra de Venise)
- 1998 : La Pomme (سیب) de Samira Makhmalbaf
- 1998 : Le Silence (سکوت) de Mohsen Makhmalbaf
- 1998 : Au cœur du mensonge de Claude Chabrol
- 1998 : Petits Frères de Jacques Doillon
- 1999 : Le vent nous emportera (باد ما را خواهد برد) d'Abbas Kiarostami (Prix spécial du jury à la Mostra de Venise)
- 1999 : Signs and Wonders de Jonathan Nossiter.

Années 2000
- 2000 : Cours toujours de Dante Desarthe
- 2000 : Code inconnu de Michael Haneke
- 2000 : Merci pour le chocolat de Claude Chabrol
- 2001 : ABC Africa d'Abbas Kiarostami
- 2001 : La Pianiste de Michael Haneke (Grand Prix, prix d'interprétation féminine pour Isabelle Huppert et prix d'interprétation masculine pour Benoît Magimel au Festival de Cannes, César 2002 du meilleur second rôle féminin pour Annie Girardot)
- 2002 : Ten d'Abbas Kiarostami
- 2002 : L'Oiseau d'argile de Tareque Masud
- 2002 : Appartement #5C de Raphaël Nadjari
- 2002 : La Fleur du mal de Claude Chabrol
- 2003 : Les Enfants de la pluie de Philippe Leclerc
- 2003 : La Femme est l'avenir de l'homme (여자는 남자의 미래다) de Hong Sang-soo
- 2003 : L'Après-midi de monsieur Andesmas de Michelle Porte
- 2004 : Mon Ange de Serge Frydman
- 2005 : Conte de Cinéma (극장전) de Hong Sang-soo
- 2006 : 13 Tzameti de Gela Babluani
- 2007 : Paranoid Park, de Gus Van Sant (Prix du 60e anniversaire du Festival de Cannes)
- 2008 : L'Heure d'été d'Olivier Assayas.

Années 2010
- 2010 : Vénus Noire, d'Abdellatif Kechiche
- 2010 : Copie Conforme (رونوشت برابر اصل) d'Abbas Kiarostami (Prix d'interprétation féminine au Festival de Cannes pour Juliette Binoche)
- 2012 : Sur la Route (On the Road) de Walter Salles
- 2012 : Like Someone in Love d'Abbas Kiarostami
- 2012 : Après Mai d'Olivier Assayas

## Publications
- Bande à part (mémoires), Paris, Grasset, 1995[30]
- Profession producteur (entretiens avec Stéphane Paoli), Paris, Hachette Littérature, 2003[31]
- Silences, Editions des Musées de Strasbourg, 2009[32]
- Traverses, Editions Actes Sud, 2010[33]
- Comédies, Fayard, 2016[34]

## Commissariat d'exposition
- « Silences »[35], musée d'art moderne et contemporain de Strasbourg (17 avril-20 août 2009), puis musée d’art moderne et contemporain Berardo de Lisbonne (octobre 2009)
- « Traverses »[36],[37], Rencontres d'Arles, 2010

### Filmographie
- Marin Karmitz : Bande à part, documentaire de Félix Von Boehm, 2014